# Битва под Устечком
Битва под Устечком (польск. Bitwa pod Uścieczkiem) произошла 6 октября 1694 под Устечком на Подолье, во время польско-турецкой войны 1683—1699 годов, части Великой турецкой войны.

## Перед битвой
На известие о продвижение турецко-татарских войск в Молдавии король Ян III Собеский созвал в Варшаве 2 сентября 1694 года совет сената. В кампании на этот год было запланировано вести действия, направленные к отвоеванию у турок крепости в Каменец. Срок концентрации коронной армии в лагере под г. Монастыриска был установлен на 3 июля, но войска собирались очень медленно. Только по прибытии из Львова великого коронного гетмана Станислава Яна Яблоновского сбор войск ускорился. В это время военный лагерь был перенесен в Доброводы недалеко от Вишневчика, Язловца и Коропца над Днестром.
Марш войск проходил без происшествий. Разведчики сообщали о нахождении татарской орды под Цецорой, где враг собирал конвой с продовольствием для блокированной крепости в Каменец, так называемой «захары». Великий гетман после получения этих известий решил выступить в направлении Смотрича с целью перехвата конвоя. 2 октября коронные войска дошли до Устечка. Не дождавшись врага, гетман приказал вернуться к Окопам Святой Троицы. В это время прибыли отряды литовских войск под предводительством гетмана великого литовского Казимира Яна Сапеги. Тем временем татарский хан Селим I Герай, имея под своей командой 8-10 тысяч татар и 2 тысячи турок, получил известие об отступлении поляков и отправился с конвоем в полторы тысячи телег в направлении переправы через Днестр под Устечком. Об этом стало известно Яблоновскому. Гетман оставил свой лагерь под Звинячем и на главе 2-3 тысяч конницы и пехоты и с 12 пушками двинулся обратно, добравшись до Устечка утром 6 октября, куда скоро подошли и остальные войска.

## Битва
В полдень гетман сформировал конную группу (2-3 тыс. коронной и литовской конницы вместе с несколькими пушками), имевшую задачу переправиться на другую сторону реки к позициям врага. Хоругви переплыли реку и выстроились в две линии, с рейтарами и пушками в центре, ударная конница стала на флангах. На правом крыле стали коронные хоругви, на левом литовские.
Первая слабая атака польско-литовских сил на ряды врага была легко отбита, после чего настала очередь атаки татарской конницы на правое крыло гетманских войск. Ордынцы сломили сопротивление первой линии и атаковали вторую, чем поставили поляков в трудное положение. Тогда Яблоновский принял решение использовать для помощи своему правому крылу литовские хоругви с левого крыла. Трижды конница обеих сторон сходилась в рукопашную, пока татары не начали отступать обратно к берегу Днестра.
Увидев это, калга-султан Шахбез-Герай повел татарский резерв на левое крыло Яблоновского. Однако эта атака оказалась малорезультативной, ибо за неимением широкого пространства татарская конница не могла своим строем охватить противника с флангов. Тем временем, видя, что конные атаки не приносят победу ни одной из сторон, польский командующий решил ввести в бой оставшиеся на другом берегу пушки и пехоту.
Около 16.00 оставшиеся польские части переправились через Днестр и соединился с остальными войсками Яблоновского. Пехота с пушками немедленно усилила польский центр. Через полчаса был открыт сильный огонь из пушек и мушкетов по вражеской коннице, после огневой подготовки в 17.00 коронный гетман бросил в бой панцирные хоругви, которые смели с поля боя расстроенные ряды татар. Противник начал отступать обратно к узкому проходу между излучинами реки и оказался в окружении. Польско-литовские войска окружили татар и нанесли им огромные потери. Вплоть до ночи солдаты были заняты вырезанием остатков татарского войска.

## После битвы
Было взято в плен лишь несколько значительных мурз. С польско-литовской стороны погибло чуть больше десяти человек. Ночь войска провели около переправы, а утром 7 октября был захвачен конвой с припасами, который, согласно преувеличенной реляции гетмана, насчитывал 5 тысяч повозок. На самом деле их было около 1,5 тысяч, нагруженных запасами продовольствия для турецкого гарнизона Каменецкой крепости, оружием и ценностями на общую стоимость около двух миллионов злотых.